# فرانكي لين (ممثل)
فرانكي لين (بالإنجليزية: Frankie Laine)‏ هو مغني ومغن ومؤلف وعازف الجاز وملحن وممثل أمريكي، ولد في 30 مارس 1913 بشيكاغو في الولايات المتحدة، وتوفي في 6 فبراير 2007 بسان دييغو في الولايات المتحدة.

## وصلات خارجية
- فرانكي لين على موقع IMDb (الإنجليزية)
- فرانكي لين على موقع روتن توميتوز (الإنجليزية)
- فرانكي لين على موقع ميوزك برينز (الإنجليزية)
- فرانكي لين على موقع قاعدة بيانات برودواي على الإنترنت (الإنجليزية)
- فرانكي لين على موقع إن إن دي بي (الإنجليزية)
- فرانكي لين على موقع أول ميوزيك (الإنجليزية)
- فرانكي لين على موقع ديسكوغز (الإنجليزية)
- فرانكي لين على موقع قاعدة بيانات الفيلم (الإنجليزية)